# نینا تاروردیان
نینا آلکسه‌یی تاروردیان (ارمنی: Նինա Ալեքսեյի Թարվերդյան؛ انگلیسی: Nina Tarverdyan؛ زادهٔ ۱ ژانویهٔ ۱۹۵۶) باکتری‌شناس اهل ارمنستان است.

## زندگی‌نامه
وی در ۱ ژانویه ۱۹۵۶ در ایروان به دنیا آمد و از دانشگاه پزشکی دولتی ایروان فارغ‌التحصیل گشت. 

## یادداشت
1. ↑  բժշկական գիտությունների դոկտոր